# Гало-гало
Гало-гало чи інші назва галугало (англ. Halo-halo) — традиційний філіппінський холодний десерт з льодом, молоком і фруктами у вигляді асорті.

## Історія
Вважається, що десерт філіппінської кухні гало-гало чи галугало почали готувати в 20-х чи 30-х роках XX століття в Манілі на ринку Quinta. За основу був взятий рецепт японського десерту міцумаме, до якого філіппінці почали додати шматки льоду.

## Опис приготування
Готують гало-гало переважно з подрібнено льоду, додаючи молоко та інші за смаком інгредієнти. Це можуть бути різноманітні солодкі фрукти, ягоди, у тому числі манго, полуниця, банани, тапіока, саго, гуламан (желатин), солодка квасоля, кокос, солодка картопля тощо.
Спочатку у піалку кладуть фрукти, а потім подрібнений лід, заливаючи всю суміш молоком або кладучи морозиво.

## Галерея

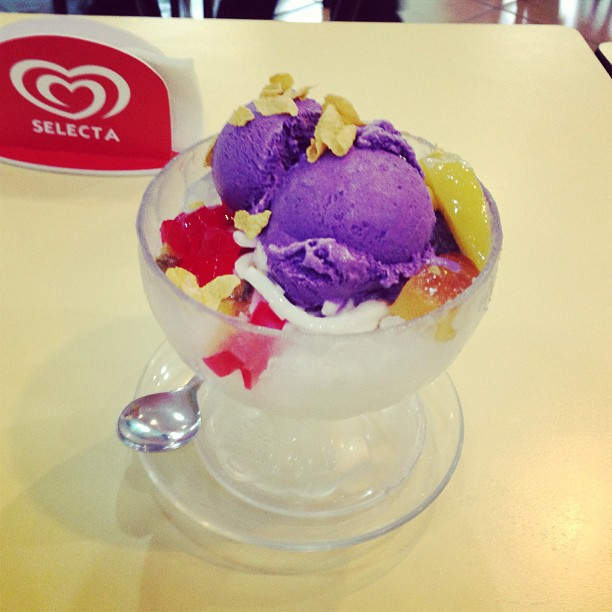
Гало-гало на Філіппінах
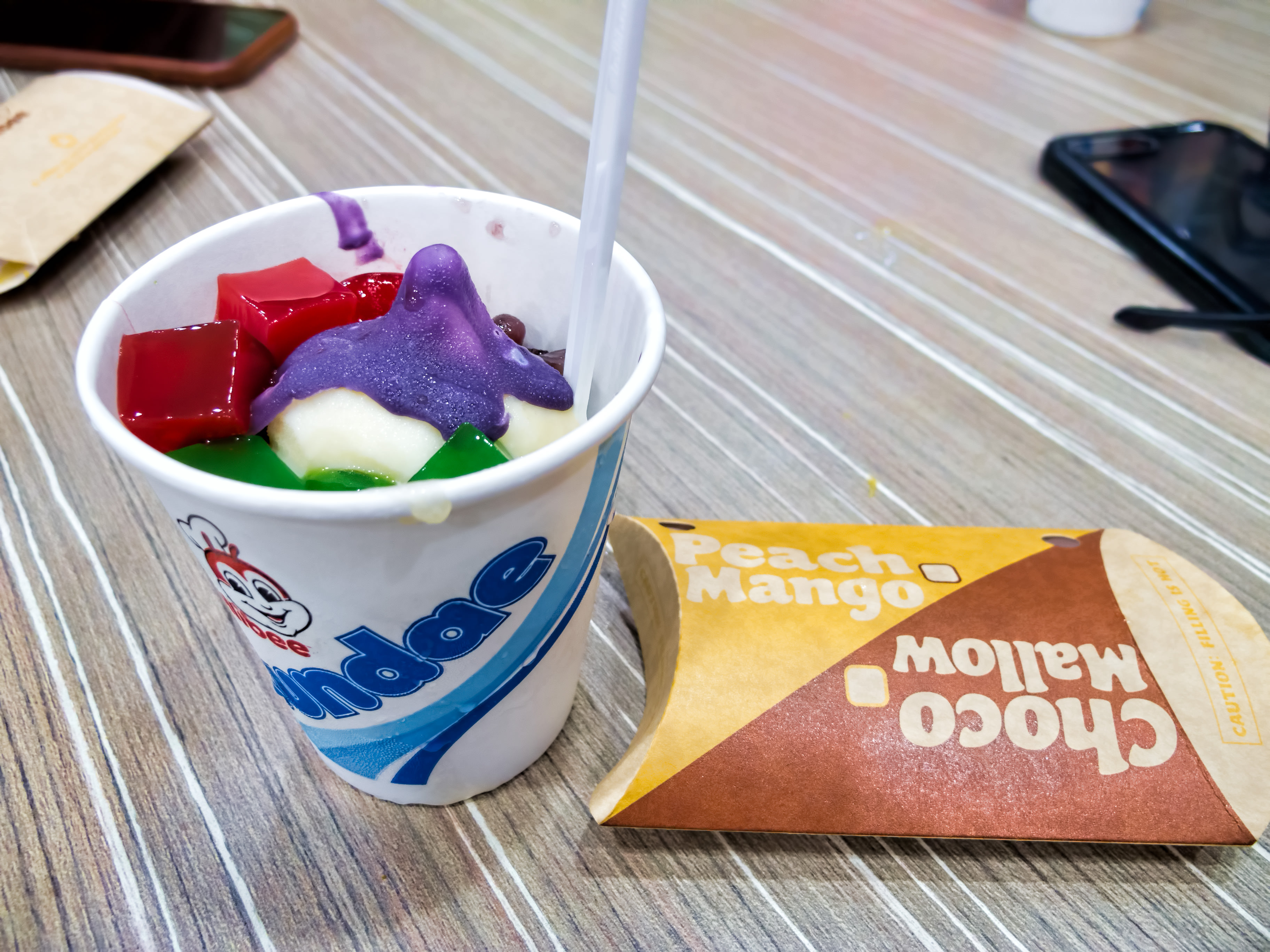
Філіппінський десерт
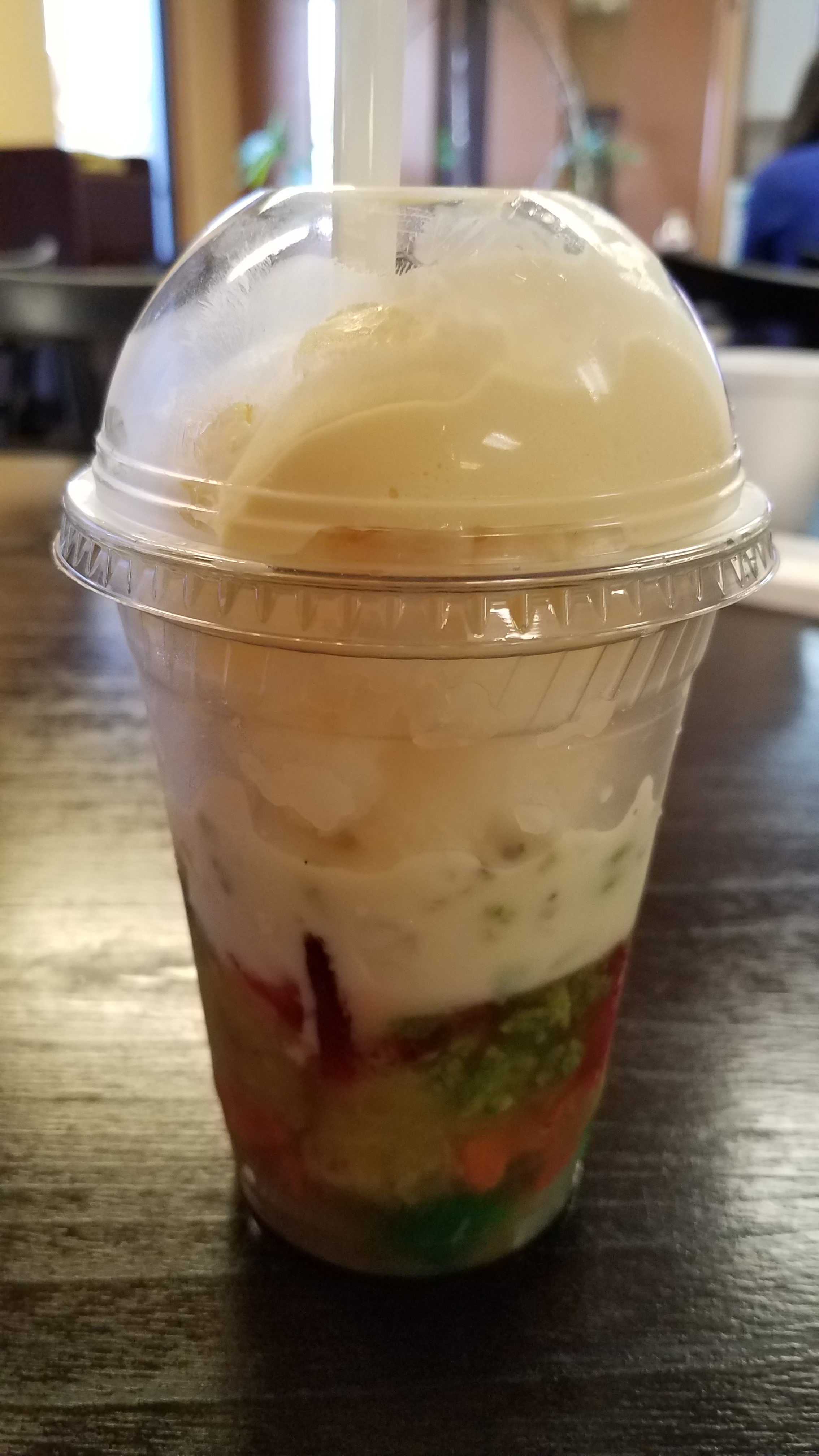
Гало-гало з морозивом